# 永磁同步馬達

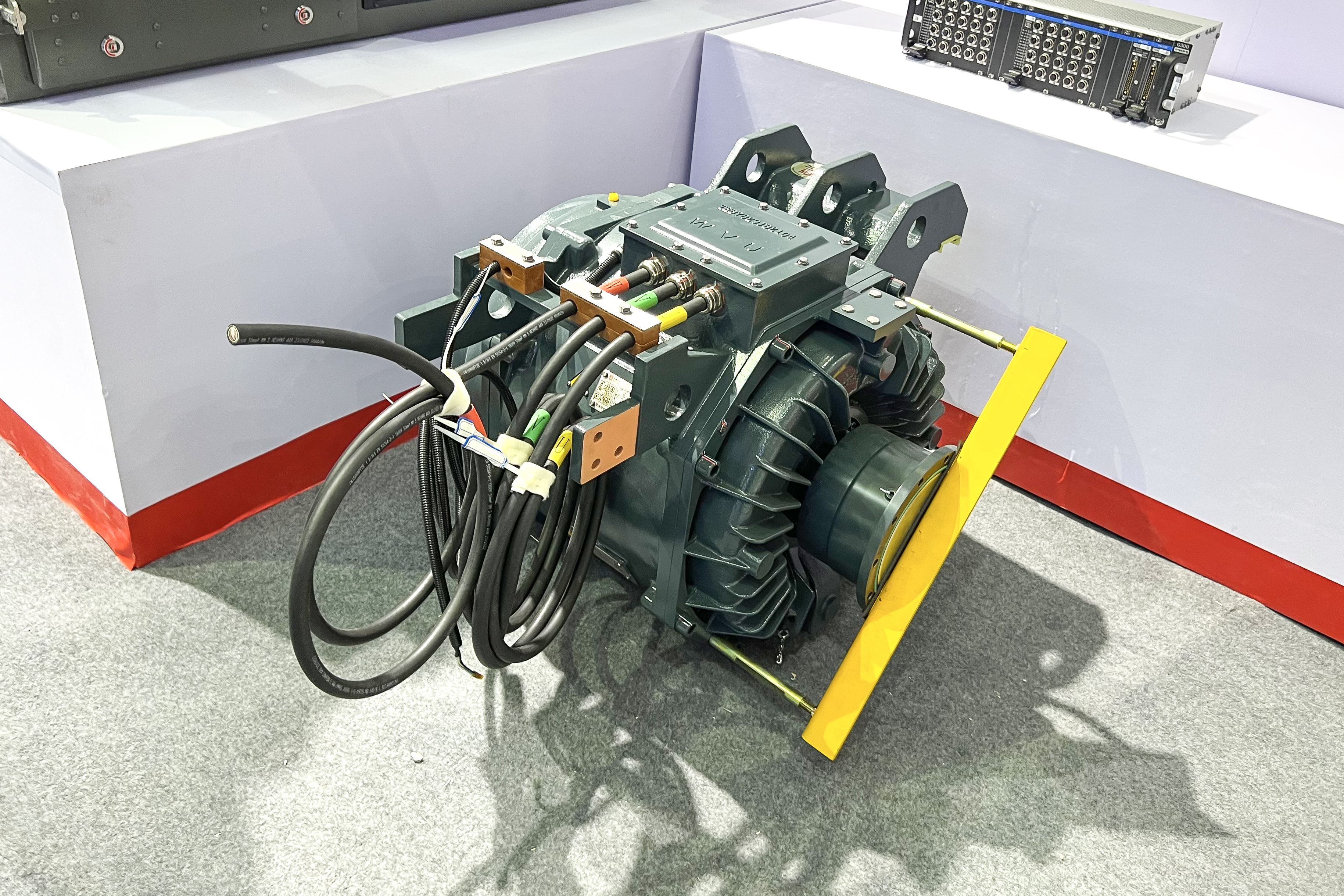
中车株洲电力机车研究所t Driver-MD1041型永磁同步牽引電動機

永磁同步馬達或永磁同步伺服电机（英語：permanent-magnet synchronous motor，縮寫：PMSM）是指一種轉子用永久磁鐵代替繞線的同步馬達。
永磁同步馬達可依磁通方式分為徑向、軸向或是横向（transverse）幾種，依其元件的佈局而定，各種的永磁同步馬達在效率、體積、重量及工作速度都有不同的表現。

## 徑向磁通永磁同步馬達的分類
徑向磁通永磁同步馬達根据永久磁鐵的位置不同，可以分為以下二類：

### 表面式永磁馬達
表面式永磁馬達简称 SPM，結構較簡單，由于永久磁鐵固定在轉子表面，因此馬達的轉子和定子中間有較寬的氣隙，而磁鐵的磁导率和空氣相當，因此轉子的凸極效應（saliency）很小，可以省略。較大的氣隙也使得轉子的電樞效應減弱，因此其電感{\displaystyle L_{d}}很小，也影響馬達的定子時間常數。

### 内置式永磁馬達

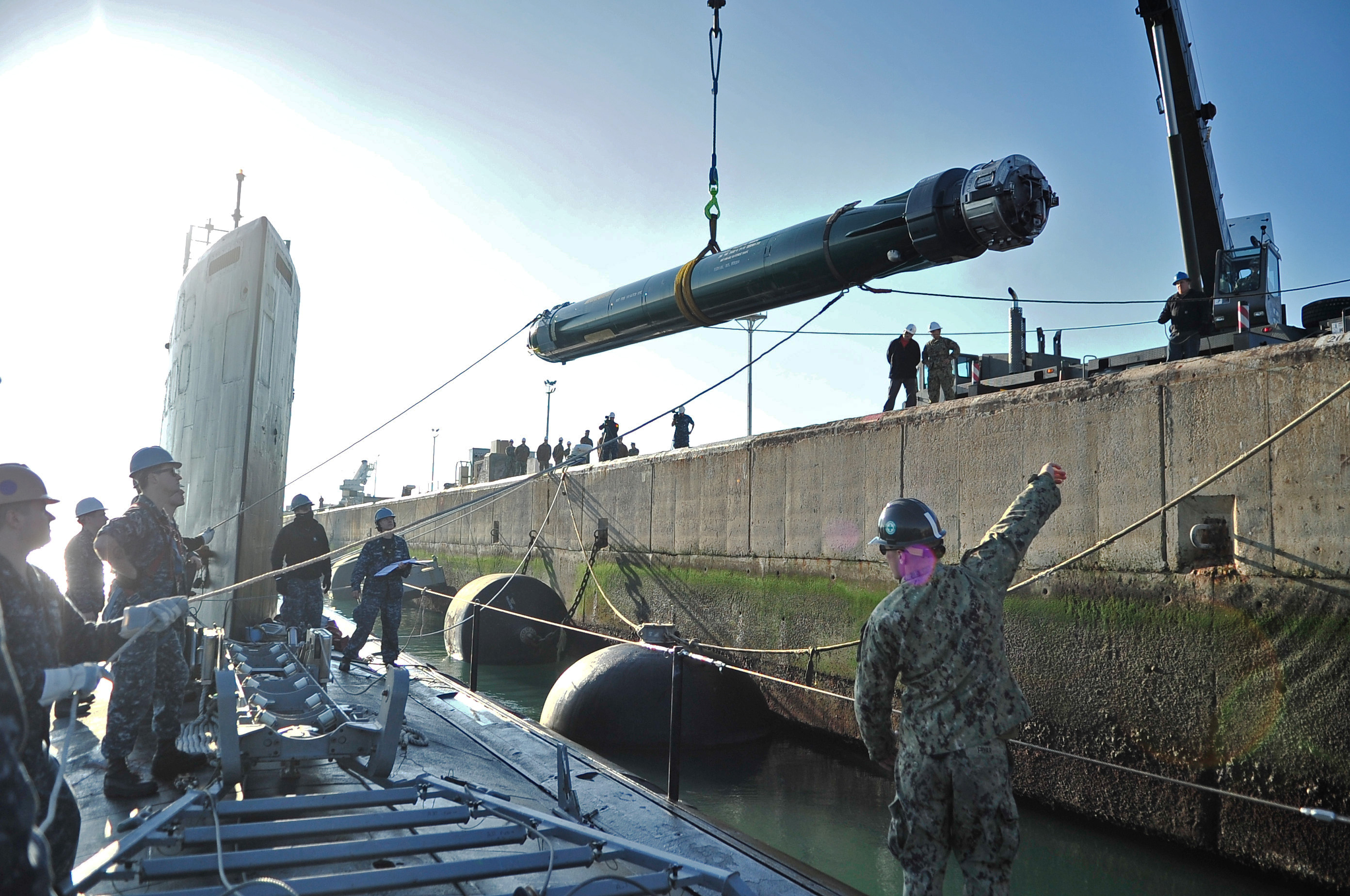
美國海軍正在運輸Mk 48型魚雷，可看到上面裝備的内置式永磁馬達。

內藏式永磁馬達简称 IPM，其在轉子內側装有永久磁鐵，由于磁鐵受到轉子的保護，在高速運轉時电机不會出现磁鐵脫落的問題，但轉子需设有空洞用于置入磁鐵。此外，由于轉子的材質為矽鋼，磁导率遠高於磁鐵，因此磁鐵部份可視為一個額外的氣隙，轉子和定子間的氣隙會产生周期性的變化（即凸極效應），因此產生的轉矩中有磁阻轉矩成份，其效率較高。
內藏式永磁馬達的設計需符合以下需求：
- 高功率/質量比及轉矩/慣量比。
- 平順的電磁轉矩，儘量減少齒槽轉矩（cogging torque）的產生。
- 高氣隙磁通密度。
- 高性能及功率係數的小型化設計。

## 直流無刷式
永磁同步馬達和直流無刷馬達的轉子都含有永久磁鐵，两种馬達的差異主要在磁通及反電動勢（back EMF）的分佈，永磁同步馬達的反電動勢為弦波，而直流無刷馬達的反電動勢為接近方波的梯形波。若考慮定子需產生的旋轉磁場，永磁同步馬達的磁場是均匀旋转磁场，而直流無刷馬達的磁場則是步进式旋转磁场。不過有時也會用直流無刷馬達泛稱所有的轉子有磁鐵且沒有電刷的馬達。

## 交流無刷式
交流無刷式永磁同步馬達属于交流無刷馬達的一种，其輸入電壓為交流電，轉子含有永久磁鐵，且电机沒有集电环及換向器。